# KNVB-Pokal 2016/17
Der KNVB-Pokal 2016/17 war die 99. Auflage des niederländischen Fußball-Pokalwettbewerbs. Inklusive der zwei Vorrunden nahmen 103 Mannschaften an dem Wettbewerb teil: die 35 Vereine der beiden Profiligen (ohne die dort spielenden Reserveteams) und 68 Amateurmannschaften. Die erste Vorrunde begann am 16. August 2016, das Finale fand am 30. April 2017 in De Kuip in Rotterdam statt.
Erstmals konnte Vitesse Arnheim den Pokal – und damit ihren ersten Titel in der 125-jährigen Vereinsgeschichte – erringen. Vitesse qualifizierte sich damit für die Gruppenphase der UEFA Europa League 2017/18.

## Teilnehmende Teams
| Eredivisie (18) (Level 1) | Eredivisie (18) (Level 1) | Eerste Divisie (17) (Level 2) | Eerste Divisie (17) (Level 2)                                                                                          |
| --- | --- | --- | --- |
| - Ajax Amsterdam - ADO Den Haag - AZ Alkmaar - Excelsior Rotterdam - Feyenoord Rotterdam - FC Groningen - SC Heerenveen - Heracles Almelo - NEC Nijmegen | - PSV Eindhoven - Roda JC Kerkrade - FC Twente Enschede - FC Utrecht - Vitesse Arnheim - Willem II Tilburg - PEC Zwolle - Go Ahead Eagles ▲ - Sparta Rotterdam ▲ | - SC Cambuur ▼ - BV De Graafschap ▼ - Achilles ’29 - Almere City - NAC Breda - FC Den Bosch - FC Dordrecht - FC Eindhoven - FC Emmen | - Fortuna Sittard - Helmond Sport - MVV Maastricht - FC Oss - SC Telstar 1963 - FC Volendam - VVV-Venlo - RKC Waalwijk |
| Tweede Divisie (14) (Level 3) | | | |
| - AFC Amsterdam - BVV Barendrecht - SV De Treffers - Excelsior Maassluis                                                                                 | - GVVV - HHC Hardenberg - VV Katwijk - Koninklijke HFC | - Kozakken Boys - FC Lienden - VV Sint Bavo                                                                                          | - SV Spakenburg - TEC VV - VV UNA                                                                                      |
| Derde Divisie (30) (Level 4) | | | |
| - ASWH - Be Quick 1887 - VV Capelle - JVC Cuijk - ASV De Dijk - VV Dongen - DVS '33 Ermelo - EVV Echt                                                    | - Harkemase Boys - HSC ’21 Haaksbergen - HBS Craeyenhout - USV Hercules - SV Huizen - VV IJsselmeervogels - SV Juliana '31 - FC Lisse                            | - VV Magreb '90 - ODIN '59 - OFC Oostzaan - Quick '20 Oldenzaal - K.v.v. Quick Boys - FC Rijnvogels - Rijnsburgse Boys               | - OJC Rosmalen - SVV Scheveningen - ONS Bosno Sneek - RKSV UDI '19 - RKVV Westlandia - VV SteDoCo - VVOG Harderwijk    |
| Hoofdklasse (13) (Level 5) | | | |
| - AZSV Aalten - Achilles Veen - VV Chevremont - CVV De Jordan Boys                                                                                       | - VV Flevo Boys - RKSV Groene Ster - RKSV Halsteren | - VV Noordwijk - Oranje Nassau Groningen - Quick Den Haag                                                                            | - RVVH Ridderkerk - VV Staphorst - AVV Swift                                                                           |
| Eerste Klasse (7) (Level 6) | Eerste Klasse (7) (Level 6) | Tweede Klasse (3) (Level 7) | Derde Klasse (1) (Level 8)                                                                                             |
| - AFC '34 Alkmaar - VV Bennekom - VV Kloetinge - SV Oranje Wit                                                                                           | - VV Schaesberg - RKVV Velsen - SVZW Wierden | - VV Groningen - RKZVC Zieuwent - WV-HEDW Amsterdam                                                                                  | - SV Avanti ʼ31 |

## Termine
| Runde         | Termine                  |
| ------------- | ------------------------ |
| 1. Vorrunde   | 16. – 17. August 2016    |
| 2. Vorrunde   | 23. – 24. August 2016    |
| 1. Runde      | 20. – 22. September 2016 |
| 2. Runde      | 25. – 27. Oktober 2016   |
| Achtelfinale  | 13. – 15. Dezember 2016  |
| Viertelfinale | 24. – 26. Januar 2017    |
| Halbfinale    | 1. – 2. März 2017        |
| Finale        | 30. April 2017           |

## 1. Vorrunde
In der 1. Vorrunde spielten 36 der 68 qualifizierten Amateurmannschaften. Dazu gehörten alle 24 Mannschaften der Hoofdklasse und schlechter, sowie 12 schlechtplatziertesten Mannschaften aus den Topklassen.
| Datum      |                        | Ergebnis                         |                             |
| ---------- | ---------------------- | -------------------------------- | --------------------------- |
| 16.08.2016 | VV Staphorst (5)       | 1:2 (1:1)                        | AZSV Aalten (5)             |
| 17.08.2016 | AFC '34 Alkmaar (6)    | 4:1 (0:0)                        | VV Bennekom (6)             |
| 17.08.2016 | OFC Oostzaan (4)       | 2:1 (2:0)                        | VV Flevo Boys (5)           |
| 17.08.2016 | WV-HEDW Amsterdam (7)  | 0:3 (0:1)                        | Quick '20 Oldenzaal (4)     |
| 17.08.2016 | RKVV Velsen (6)        | 0:1 (0:1)                        | VV Groningen (7)            |
| 17.08.2016 | FC Lisse (4)           | 1:3 (0:1)                        | ASV De Dijk (4)             |
| 17.08.2016 | VV Schaesberg (6)      | 3:1 n. V. (1:1, 1:1)             | VV Kloetinge (6)            |
| 17.08.2016 | Quick Den Haag (5)     | 2:0 (2:0)                        | SV Oranje Wit (6)           |
| 17.08.2016 | ASWH (4)               | 2:1 (2:1)                        | VV Chevremont (5)           |
| 17.08.2016 | Be Quick 1887 (4)      | 0:2 (0:0)                        | RVVH Ridderkerk (5)         |
| 17.08.2016 | RKSV Groene Ster (5)   | 0:2 n. V.                        | FC Rijnvogels (4)           |
| 17.08.2016 | CVV De Jordan Boys (5) | 1:1 n. V. (1:1, 0:0) (4:2 i. E.) | AVV Swift (5)               |
| 17.08.2016 | VV Noordwijk (5)       | 4:5 n. V. (3:3, 0:1)             | RKSV UDI '19 (4)            |
| 17.08.2016 | OJC Rosmalen (4)       | 3:0 (1:0)                        | Oranje Nassau Groningen (5) |
| 17.08.2016 | RKZVC Zieuwent (7)     | 0:4 (0:2)                        | Achilles Veen (5)           |
| 17.08.2016 | VV SteDoCo (4)         | 0:2 (0:1)                        | SV Huizen (4)               |
| 17.08.2016 | VVOG Harderwijk (4)    | 1:1 n. V. (1:1, 0:0) (3:5 i. E.) | RKSV Halsteren (5)          |
| 17.08.2016 | SV Avanti '31 (8)      | 0:2 (0:0)                        | SVZW Wierden (6)            |

In Klammern das jeweilige Ligalevel.

## 2. Vorrunde
In der 2. Vorrunde trafen die Gewinner der 1. Vorrunde, die übrigen Mannschaften der Topklassen sowie sechs Mannschaften der Tweede Divisie aufeinander.
| Datum      |                         | Ergebnis                         |                         |
| ---------- | ----------------------- | -------------------------------- | ----------------------- |
| 23.08.2016 | K.v.v. Quick Boys (4)   | 0:2 (0:0)                        | VV IJsselmeervogels (4) |
| 24.08.2016 | AFC Amsterdam (3)       | 1:5 (1:4)                        | Kozakken Boys (3)       |
| 24.08.2016 | AFC '34 Alkmaar (6)     | 2:6 (2:1)                        | FC Rijnvogels (4)       |
| 24.08.2016 | VV Dongen (4)           | 2:1 (0:1)                        | OFC Oostzaan (4)        |
| 24.08.2016 | VV Magreb '90 (4)       | 5:5 n. V. (3:3, 2:2) (3:4 i. E.) | Harkemase Boys (4)      |
| 24.08.2016 | SVV Scheveningen (4)    | 5:2 (0:1)                        | GVVV (3)                |
| 24.08.2016 | Quick '20 Oldenzaal (4) | 1:3 (0:1)                        | JVC Cuijk (4)           |
| 24.08.2016 | VV Sint Bavo (3)        | 2:0 (0:0)                        | USV Hercules (4)        |
| 24.08.2016 | DVS '33 Ermelo (4)      | 4:2 (1:1)                        | AZSV Aalten (5)         |
| 24.08.2016 | VV Schaesberg (6)       | 2:3 (1:2)                        | HSC ’21 Haaksbergen (4) |
| 24.08.2016 | VV UNA (3)              | 3:2 (1:0)                        | ODIN '59' (4)           |
| 24.08.2016 | RKSV Halsteren (5)      | 0:3 (0:0)                        | VV Capelle (4)          |
| 24.08.2016 | HBS Craeyenhout (4)     | 2:3 (1:1)                        | Achilles Veen (5)       |
| 24.08.2016 | Quick Den Haag (5)      | 0:1 n. V.                        | EVV Echt (4)            |
| 24.08.2016 | BVV Barendrecht (3)     | 3:1 (1:0)                        | SV Juliana '31 (4)      |
| 24.08.2016 | RVVH Ridderkerk (5)     | 0:2 (0:1)                        | ASWH (4)                |
| 24.08.2016 | CVV De Jordan Boys (5)  | 3:0 (3:0)                        | SVZW Wierden (6)        |
| 24.08.2016 | RKSV UDI '19 (4)        | 0:1 (0:1)                        | Rijnsburgse Boys (4)    |
| 24.08.2016 | OJC Rosmalen (4)        | 5:1 (3:0)                        | VV Groningen (7)        |
| 24.08.2016 | ONS Bosno Sneek (4)     | 1:2 (0:1)                        | ASV De Dijk (4)         |
| 24.08.2016 | SV Huizen (4)           | 3:3 n. V. (3:3, 2:1) (4:3 i. E.) | RKVV Westlandia (4)     |

In Klammern das jeweilige Ligalevel.

## 1. Runde
In dieser Runde stiegen die Profiklubs aus Eredivisie und Eerste Divisie, sowie die übrigen acht Mannschaften der Tweede Divisie ein; komplettiert wurde das 64er Feld durch die 21 Gewinner der 2. Vorrunde. Mannschaften, die in einem europäischen Pokalwettbewerb antraten, konnten nicht gegeneinander gelost werden.
| Datum      |                         | Ergebnis                         |                         |
| ---------- | ----------------------- | -------------------------------- | ----------------------- |
| 20.09.2016 | SVV Scheveningen (4)    | 1:2 (1:2)                        | FC Emmen (2)            |
| 20.09.2016 | VV Capelle (4)          | 0:4 (0:2)                        | FC Groningen (1)        |
| 20.09.2016 | FC Rijnvogels (4)       | 0:1 (0:0)                        | SC Cambuur (2)          |
| 20.09.2016 | Rijnsburgse Boys (4)    | 0:2 (0:1)                        | Almere City (2)         |
| 20.09.2016 | NAC Breda (2)           | 0:2 (0:2)                        | VVV-Venlo (2)           |
| 20.09.2016 | JVC Cuijk (4)           | 1:3 (0:2)                        | SC Telstar 1963 (2)     |
| 20.09.2016 | Kozakken Boys (3)       | 3:0 (1:0)                        | Helmond Sport (2)       |
| 20.09.2016 | HHC Hardenberg (3)      | 2:2 n. V. (1:1, 0:0) (6:7 i. E.) | CVV De Jordan Boys (5)  |
| 20.09.2016 | BVV Barendrecht (3)     | 0:1 (0:1)                        | Excelsior Rotterdam (1) |
| 20.09.2016 | EVV Echt (4)            | 0:3 (0:0)                        | RKC Waalwijk (2)        |
| 20.09.2016 | FC Volendam (2)         | 3:3 n. V. (3:3, 0:2) (5:4 i. E.) | MVV Maastricht (2)      |
| 20.09.2016 | FC Den Bosch (2)        | 2:3 (1:1)                        | FC Eindhoven (2)        |
| 20.09.2016 | VV IJsselmeervogels (4) | 3:1 (1:0)                        | Achilles ’29 (2)        |
| 20.09.2016 | SC Heerenveen (1)       | 5:1 n. V. (1:1, 0:0)             | BV De Graafschap (2)    |
| 21.09.2016 | VV Dongen (4)           | 1:3 (1:0)                        | Go Ahead Eagles (1)     |
| 21.09.2016 | PSV Eindhoven (1)       | 4:0 (2:0)                        | Roda JC Kerkrade (1)    |
| 21.09.2016 | Excelsior Maassluis (3) | 1:3 n. V. (1:1, 0:0)             | Heracles Almelo (1)     |
| 21.09.2016 | NEC Nijmegen (1)        | 1:1 n. V. (0:0) (3:5 i. E.)      | ADO Den Haag (1)        |
| 21.09.2016 | Achilles Veen (5)       | 1:4 (0:1)                        | VV Sint Bavo (3)        |
| 21.09.2016 | VV UNA (3)              | 1:0 (1:0)                        | SV Huizen (4)           |
| 21.09.2016 | SV De Treffers (3)      | 0:3 (0:3)                        | ASWH (4)                |
| 21.09.2016 | SV Spakenburg (3)       | 2:1 (1:0)                        | Fortuna Sittard (2)     |
| 21.09.2016 | Koninklijke HFC (3)     | 6:1 (3:0)                        | OJC Rosmalen (4)        |
| 21.09.2016 | DVS '33 Ermelo (4)      | 1:4 (0:3)                        | PEC Zwolle (1)          |
| 21.09.2016 | Sparta Rotterdam (1)    | 3:1 (3:0)                        | FC Dordrecht (2)        |
| 21.09.2016 | FC Lienden (3)          | 1:4 (0:1)                        | AZ Alkmaar (1)          |
| 21.09.2016 | VV Katwijk (3)          | 2:1 (0:0)                        | Harkemase Boys (4)      |
| 21.09.2016 | Ajax Amsterdam (1)      | 5:0 (2:0)                        | Willem II Tilburg (1)   |
| 22.09.2016 | FC Twente Enschede (1)  | 1:3 (0:1)                        | FC Utrecht (1)          |
| 22.09.2016 | ASV De Dijk (4)         | 2:7 (1:2)                        | Vitesse Arnheim (1)     |
| 22.09.2016 | HSC ’21 Haaksbergen (4) | 1:5 (0:4)                        | TEC VV (3)              |
| 22.09.2016 | Feyenoord Rotterdam (1) | 4:1 (1:1)                        | FC Oss (2)              |

In Klammern das jeweilige Ligalevel.

## 2. Runde
Teilnehmer: Die 32 Sieger der 1. Runde
| Datum      |                         | Ergebnis             |                         |
| ---------- | ----------------------- | -------------------- | ----------------------- |
| 25.10.2016 | VV Sint Bavo (3)        | 3:0 (2:0)            | VV Katwijk (3)          |
| 25.10.2016 | TEC VV (3)              | 0:4 (0:3)            | SC Cambuur (2)          |
| 25.10.2016 | ADO Den Haag (1)        | 2:1 (0:1)            | SC Telstar 1963 (2)     |
| 25.10.2016 | Go Ahead Eagles (1)     | 1:2 (1:0)            | CVV De Jordan Boys (5)  |
| 25.10.2016 | FC Volendam (2)         | 2:1 n. V. (0:0)      | Almere City (2)         |
| 25.10.2016 | SV Spakenburg (3)       | 2:3 n. V. (2:2, 0:1) | ASWH (4)                |
| 25.10.2016 | Sparta Rotterdam (1)    | 3:1 (1:0)            | PSV Eindhoven (1)       |
| 26.10.2016 | Kozakken Boys (3)       | 1:6 (0:4)            | Ajax Amsterdam (1)      |
| 26.10.2016 | Heracles Almelo (1)     | 5:0 (1:0)            | VV UNA (3)              |
| 26.10.2016 | AZ Alkmaar (1)          | 1:0 (0:0)            | FC Emmen (2)            |
| 26.10.2016 | VV IJsselmeervogels (4) | 3:1 (2:1)            | Koninklijke HFC (3)     |
| 26.10.2016 | Vitesse Arnheim (1)     | 4:1 (1:0)            | RKC Waalwijk (2)        |
| 26.10.2016 | FC Utrecht (1)          | 1:0 (0:0)            | FC Groningen (1)        |
| 26.10.2016 | Feyenoord Rotterdam (1) | 4:0 (0:0)            | Excelsior Rotterdam (1) |
| 27.10.2016 | PEC Zwolle (1)          | 2:1 (1:0)            | VVV-Venlo (2)           |
| 27.10.2016 | FC Eindhoven (2)        | 1:2 (1:2)            | SC Heerenveen (1)       |

In Klammern das jeweilige Ligalevel.

## Achtelfinale
| Datum      |                         | Ergebnis  |                        |
| ---------- | ----------------------- | --------- | ---------------------- |
| 13.12.2016 | VV IJsselmeervogels (4) | 0:1 (0:0) | SC Heerenveen (1)      |
| 13.12.2016 | FC Volendam (2)         | 4:1 (3:1) | VV Sint Bavo (3)       |
| 14.12.2016 | PEC Zwolle (1)          | 1:2 (1:0) | FC Utrecht (1)         |
| 14.12.2016 | Vitesse Arnheim (1)     | 4:0 (2:0) | CVV De Jordan Boys (5) |
| 14.12.2016 | AZ Alkmaar (1)          | 2:0 (1:0) | ASWH (4)               |
| 14.12.2016 | Feyenoord Rotterdam (1) | 5:1 (1:0) | ADO Den Haag (1)       |
| 15.12.2016 | SC Cambuur (2)          | 2:1 (2:0) | Ajax Amsterdam (1)     |
| 15.12.2016 | Heracles Almelo (1)     | 0:3 (0:0) | Sparta Rotterdam (1)   |

In Klammern das jeweilige Ligalevel.

## Viertelfinale
| Datum      |                     | Ergebnis                         |                         |
| ---------- | ------------------- | -------------------------------- | ----------------------- |
| 24.01.2017 | FC Volendam (2)     | 1:1 n. V. (0:0) (5:6 i. E.)      | Sparta Rotterdam (1)    |
| 25.01.2017 | FC Utrecht (1)      | 2:2 n. V. (2:2, 1:0) (6:7 i. E.) | SC Cambuur (2)          |
| 25.01.2017 | AZ Alkmaar (1)      | 1:0 (0:0)                        | SC Heerenveen (1)       |
| 26.01.2017 | Vitesse Arnheim (1) | 2:0 (0:0)                        | Feyenoord Rotterdam (1) |

In Klammern das jeweilige Ligalevel.

## Halbfinale
| Datum      |                      | Ergebnis              |                     |
| ---------- | -------------------- | --------------------- | ------------------- |
| 01.03.2017 | Sparta Rotterdam (1) | 1:2 (0:1)             | Vitesse Arnheim (1) |
| 02.03.2017 | AZ Alkmaar (1)       | 0:0 n. V. (3:2 i. E.) | SC Cambuur (2)      |

In Klammern das jeweilige Ligalevel.

## Finale
| AZ Alkmaar                                         | AZ Alkmaar | Vitesse Arnheim | Vitesse Arnheim |
| -------------------------------------------------- | --- | --- | --------------- |
| AZ Alkmaar                                         | \| 30. April 2017 um 18:00 Uhr in Rotterdam (De Kuip) \| \| Ergebnis: 0:2 (0:0) \| \| Zuschauer: 46.105 \| \| Schiedsrichter: Danny Makkelie \| \| Spielbericht \| | \| 30. April 2017 um 18:00 Uhr in Rotterdam (De Kuip) \| \| Ergebnis: 0:2 (0:0) \| \| Zuschauer: 46.105 \| \| Schiedsrichter: Danny Makkelie \| \| Spielbericht \| | Vitesse Arnheim |
| AZ Alkmaar                                         | Tim Krul – Jonas Svensson, Rens van Eijden (83. Fred Friday), Ron Vlaar , Ridgeciano Haps – Stijn Wuytens, Derrick Luckassen – Alireza Jahanbakhsh, Joris van Overeem (67. Mats Seuntjens), Dabney dos Santos (79. Iliass Bel Hassani) – Wout Weghorst Cheftrainer: John van den Brom | Eloy Room – Kelvin Leerdam (88. Kevin Diks), Matt Miazga, Guram Kaschia, Arnold Kruiswijk – Marvelous Makamba, Lewis Baker – Milot Rashica, Navarone Foor (90. Maikel van der Werff), Nathan (88. Adnane Tighadouini) – Ricky van Wolfswinkel Cheftrainer: Henk Fraser | Vitesse Arnheim |
| AZ Alkmaar                                         | 0:1 Ricky van Wolfswinkel (81.) 0:2 Ricky van Wolfswinkel (88.) | | Vitesse Arnheim |
| AZ Alkmaar                                         | Derrick Luckassen | Ricky van Wolfswinkel | Vitesse Arnheim |
| 30. April 2017 um 18:00 Uhr in Rotterdam (De Kuip) | | |                 |
| Ergebnis: 0:2 (0:0)                                | | |                 |
| Zuschauer: 46.105                                  | | |                 |
| Schiedsrichter: Danny Makkelie                     | | |                 |
| Spielbericht                                       | | |                 |